# Učitel' penija
Učitel' penija (Учитель пения) è un film del 1972 diretto da Naum Borisovič Birman.

## Trama
Il film racconta il divertente e spiritoso Efrem Nikolayevič Solomatin, che vuole aprire una scuola di musica in cui coltiverà nei suoi studenti l'amore non solo per la musica, ma anche per la vita e il mondo che lo circonda.